# 무함마드 알사이드 (펜싱 선수)
무함마드 알사이드 사미 살라흐 알딘 나다 살리흐(아랍어: محمد السيد سامي صلاح الدين ندا صالح‎, 2003년 3월 3일~)는 이집트의 펜싱 선수로 주 종목은 에페이다. 2024년 하계 올림픽 남자 에페 개인전에서 동메달을 획득했다.

## 경력
2003년 카이로에서 펜싱 감독 사미 알사이드의 아들로 태어났다. 현재 미국 롱아일랜드 대학교에서 수학하고 있다.
2018년 10월 아르헨티나 부에노스아이레스에서 열린 2018년 하계 청소년 올림픽에 참가했으며 동메달 결정전에서 키르기스스탄의 하산 바우두노프에게 패하면서 4위에 올랐다.
2019년 2월에 가나 케이프코스트에서 열린 아프리카 주니어 선수권 대회에서 주이너 단체전 금메달과 유스 개인전 동메달을 획득했다. 같은 해에 이집트 성인 국가대표에 합류했으며 6월에 기니 바마코에서 열린 아프리카 선수권 대회에서 단체전 동메달을 획득했다. 같은 해 7월에는 헝가리 부다페스트에서 열린 2019년 세계 선수권 대회에 참가하여 선수 경력 첫 세계 선수권 대회에 출전했다. 그는 개인전 122위, 단체전 20위에 올랐다.
2021년 7월에는 일본 도쿄에서 열린 2020년 하계 올림픽에 참가하면서 선수 경력 첫 올림픽에 출전했다. 그는 첫 상대로 세계 선수권 대회 우승 경험이 있던 2016년 하계 올림픽 단체전 금메달리스트인 프랑스의 야니크 보렐을 15-11로 제압했다. 다음 상대인 중국의 란밍하오를 15-9로 승리한 후 8강에서 우크라이나의 이호르 레이즐린에게 13-15로 패하여 대회를 마쳤다. 2022년 7월에는 알제리 오랑에서 열린 2022년 지중해 게임에 참가하여 이탈리아의 발레리오 쿠오모를 꺾고 개인전 금메달을 획득했다.
2024년 7월 프랑스 파리에서 열린 2024년 하계 올림픽에 참가했으며 에페 개인전에서 콜롬비아의 혼 에디손 로드리게스, 이탈리아의 안드레아 산타렐리, 벨기에의 네이세 로욜라를 꺾으며 준결승에 진출했다. 준결승에서는 지난 도쿄 올림픽에서 자신에게 패했던 프랑스의 보렐과 경기를 가졌으며 9-15로 패했다. 이후 동메달 결정전에서 헝가리의 티보르 언드라슈피를 꺾고 동메달을 획득했다.

## 개인사
가족들도 펜싱과 연관되어 있다. 아버지인 사미는 펜싱 감독으로 이집트 펜싱 대표팀을 지도하고 있으며 형인 아흐마드 또한 이집트 펜싱 국가대표 선수로 활동하고 있다.